# Hybodillo colocasiae
Hybodillo colocasiae är en kräftdjursart som beskrevs av Johann Moritz David Herold 1931. Hybodillo colocasiae ingår i släktet Hybodillo och familjen Armadillidae. Inga underarter finns listade i Catalogue of Life.